# Ван Їлюй
Ван Їлюй (кит.: 王懿律, 8 листопада 1994) — китайський бадмінтоніст, олімпійський чемпіон 2020 року.

## Виступи на Олімпіадах
| Олімпіада  | Дисципліна             | Місце |
| ---------- | ---------------------- | ----- |
| Токіо 2020 | змішаний парний розряд | 1     |